# Aeropuerto de Keperveyem
El Aeropuerto de Kepervéyem (en ruso: Аэропорт Кепервеем; ICAO: UHMK; IATA: ), se encuentra 32 km al sudoeste de Bilíbino, en el distrito autónomo de Chukotka, Rusia. Se trata de un pequeño aeropuerto regional que proporciona tráfico regular con Magadán y Anádyr. Está comunicado con Bilíbino mediante una carretera de tierra que permite el tráfico de autobuses durante todo el año.
El espacio aéreo está controlado desde el FIR de Anádyr (ICAO: UHMA).
El aeropuerto es operado por la empresa ChukotAvia

## Pista
El aeropuerto de Kepervéyem dispone de una pista de hormigón en dirección 09/27 de 2.475x60 m. (6.562x197 pies).
Es adecuado para ser utilizado por los siguientes tipos de aeronaves : Antonov An-12, Antonov An-12, Antonov An-24, Antonov An-26, Antonov An-28, Antonov An-72, Antonov An-74, Ilyushin Il-18 y sus modificaciones, así como otros tipos de aeronaves de clases menores y todo tipo de helicópteros.
En el invierno se producen vuelos ocasionales con Ilyushin Il-76 para proveer a la central nuclear Bilíbinski.

## Aerolíneas y destinos
| Nombre compañía | Destinos                   |
| --------------- | -------------------------- |
| IrAero          | Irkustk (charter), Magadán |
| ChukotAvia      | Anádyr, Pevek              |
| YakutAir        | Magadán, Yakutsk (charter) |
| Gazpromavia     | Moscú                      |